# نوف عبيد مسعود الكندي

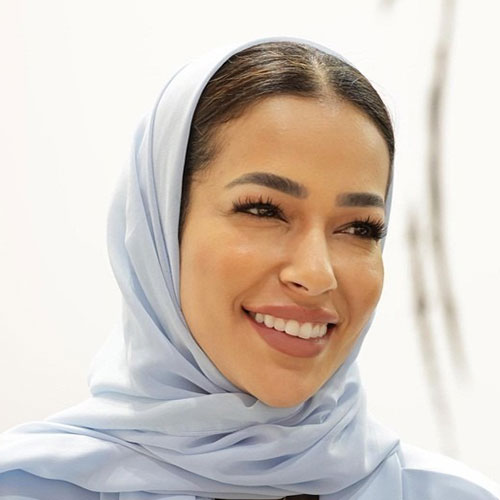

نوف عبيد مسعود الكندي (مواليد أكتوبر 1991) هي كاتبة ورائدة أعمال إماراتية. أصدرت كتابها الأول ريادي غير عادي عام 2024، وتكتب مقالات رأي في الصحف الإماراتية حول الأدب وريادة الأعمال. تدير وتملك مجموعة من المشاريع التجارية في مجالات الأزياء والعطور وتصميم الهوية البصرية للمشاريع التجارية وغيرها.

## المسيرة الأدبية
في عام 2024، أصدرت الكندي كتابها ريادي غير عادي في دار قصة للنشر والتوزيع، وهو عمل يتناول مفاهيم ريادة الأعمال من منظور فلسفي وتجريبي، مستندًا إلى تجارب عملية ونصائح موجهة لرواد الأعمال الشباب. تم توقيع الكتاب خلال معرض الشارقة الدولي للكتاب، وحظي بتغطية إعلامية في الصحف المحلية مثل جريدة الخليج. كما نشرت الكندي مقالات رأي منها مقال بعنوان فضول وسؤال يؤسسان مشروعًا الذي تناول أهمية الفضول والسؤال الذكي في بناء المشاريع الريادية.

## ريادة الأعمال
أسست الكندي عدة مشاريع تجارية، منها:
- متجر نوفاش – منصة إلكترونية متخصصة في تصميم وبيع الأزياء والعطور والهدايا.
- سولد آرت – مشروع يقدم خدمات تصميم الشعارات والهويات البصرية.
- نوفا للزهور – بوتيك مختص بتنسيق وبيع الورود (2017–2021).
- كاتس بريسو – علامة تجارية لمستلزمات وأثاث القطط.

## المناصب والعضويات
- عضو مجلس شباب الإمارات لريادة الأعمال – وزارة الاقتصاد والمؤسسة الاتحادية للشباب (2024).[5]
- عضو لجنة سيدات أعمال غرفة تجارة وصناعة الفجيرة (2020–2024).[6]
- عضو جمعية الإمارات لريادة الأعمال (2023).
- عضو مجلس الفجيرة للشباب – المؤسسة الاتحادية للشباب (2021–2023).[6]
- نائب رئيس لجنة شباب ريادة الأعمال – جمعية الفجيرة الاجتماعية الثقافية (2021–2022).[7]

## النشاطات والتكريمات
مثلت الكندي الإمارات العربية المتحدة في مؤتمرات دولية في قيرغيزستان، الصين، ودول مجلس التعاون الخليجي. كما حصلت على تكريمات من جهات حكومية تقديرًا لدورها في دعم المؤسسات الخاصة والحكومية.

## التعليم
تحمل الكندي درجة البكالوريوس في الدراسات البيئية، ودبلوم احترافي في ريادة الأعمال من جامعة الإمارات العربية المتحدة، وتسعى حاليًا لنيل درجة الماجستير.